# Naukydes

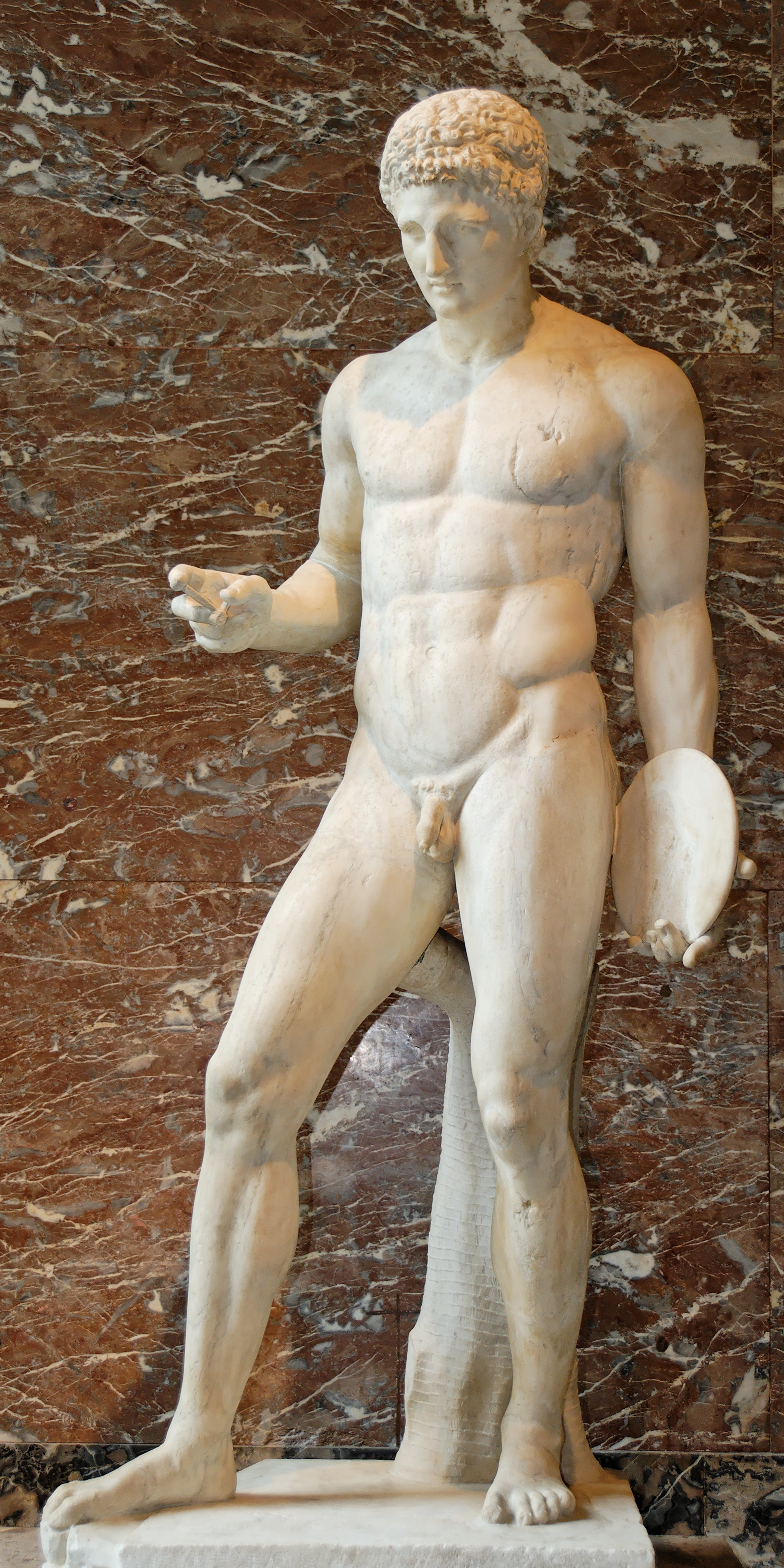
Statue des Diskophoros, Kopie nach Naukydes, Paris, Louvre Ma 89

Naukydes war ein griechischer Bildhauer aus Argos, der im späten 5./ frühen 4. Jahrhundert v. Chr. lebte.
Naukydes stammte aus einer Bildhauerfamilie, sein Vater Patrokles und seine Brüder Daidalos und Periklytos waren auf diesem Gebiet tätig.
Naukydes schuf eine Goldelfenbeinstatue der Hebe für den Heratempel in Argos, ein Erzbild der Hekate, einen Hermes, mehrere Siegesstatuen, das Bildnis der Dichterin Erinna, einen widderopfernden Phrixos (auf der Akropolis zu Athen) und einen Diskusträger (Diskophoros).
Es sind mehrere römische Marmornachbildungen des Diskophoros erhalten, so unter anderem im Vatikan, im Louvre in Paris sowie im Liebieghaus in Frankfurt.
Naukydes war ein Schüler oder Enkelschüler des älteren Polyklet. Selbst war er Bruder oder Lehrer des zu Beginn des 4. Jahrhunderts v. Chr. wirkenden Polyklet II., der möglicherweise mit dem gleichnamigen Architekten zu identifizieren ist. Vielleicht war er aber auch der Lehrer des im fortgeschritteneren 4. Jahrhundert v. Chr. bekannten Polyklet III.